# Jose Saenz
Jose Luis „Joe“ Saenz (* 4. August 1975 in Los Angeles) ist ein US-amerikanischer Schwerverbrecher. Das FBI führte das Gangmitglied bis zu dessen Verhaftung auf der Liste der Ten Most Wanted Fugitives, der zehn meistgesuchten Flüchtigen.

## Verbrechen
Saenz, auch bekannt unter seinem Spitznamen „Smiley“, wurde vom FBI seit Oktober 2009 als 492. Person auf der Liste der zehn meistgesuchten Verbrecher geführt. Dem Mitglied des mexikanischen Drogenkartells werden u. a. ein Doppelmord 1998 in den Boyle Heights, Los Angeles, sowie ebenfalls 1998 die Entführung, Vergewaltigung und der Mord an seiner ehemaligen Lebensgefährtin und Mutter seiner Tochter zur Last gelegt. 2008 wurde Saenz von einer Überwachungskamera dabei gefilmt, als er Oscar Torres, einem befreundeten Drogenkurier (der zuvor in eine Polizeikontrolle geraten war, bei der ihm über 600.000 USD Bargeld beschlagnahmt wurden) viermal in den Kopf schoss. Darüber hinaus wird er weiterer schwerer Straftaten verdächtigt. Während der langen Phase der Fahndung wurde vermutet, dass sich Saenz in Mexiko oder dem Grenzgebiet zwischen den Vereinigten Staaten und Mexiko aufhält. Am 22. November 2012 wurde er im mexikanischen Guadalajara von der Policia Federal verhaftet.